# 재키 스튜어트

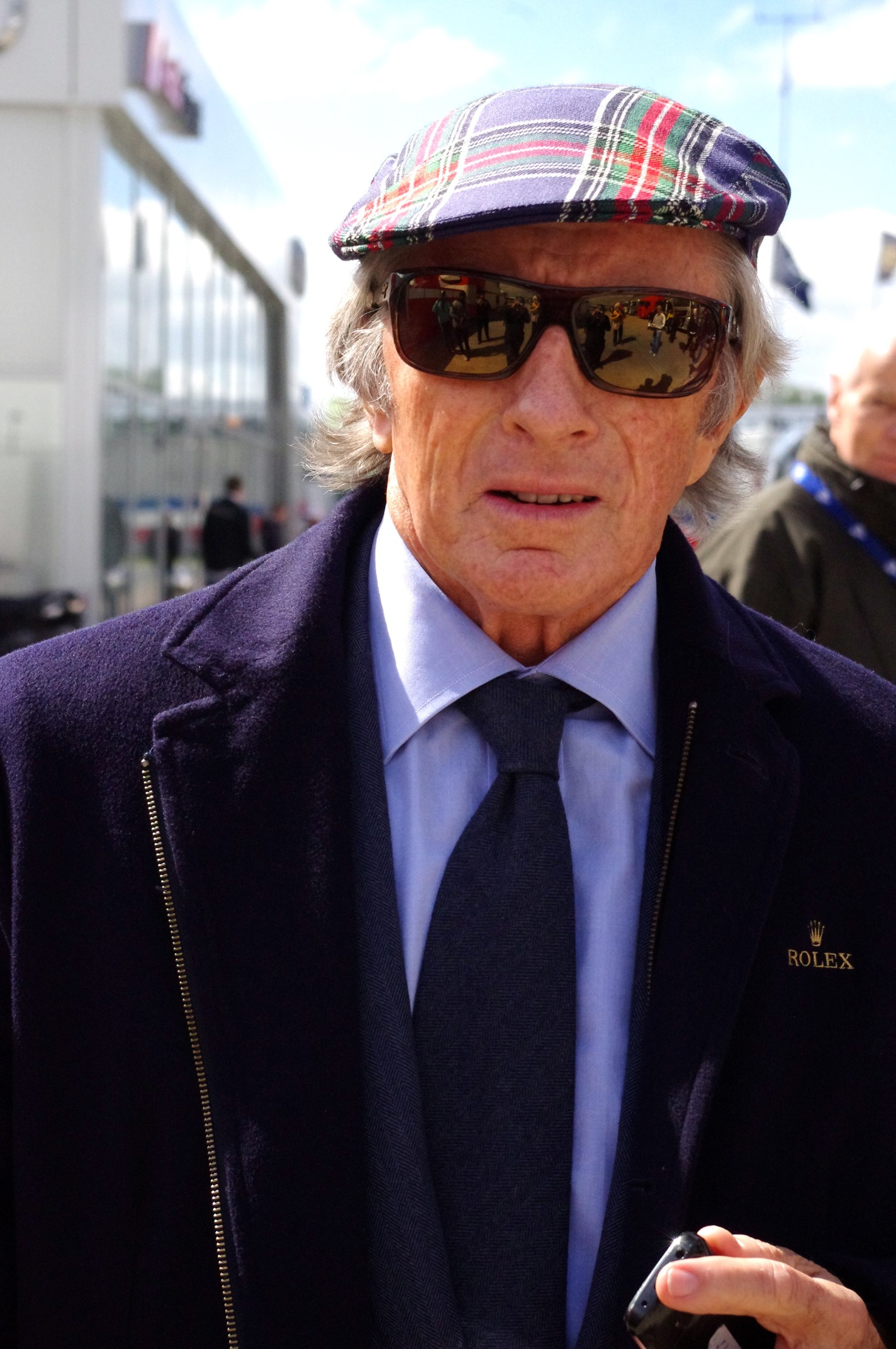
2014년의 스튜어트.

존 영 "재키" 스튜어트 경(영어: Sir John Young "Jackie" Stewart, 1939년 6월 11일 ~ )은 스코틀랜드의 영국의 전 포뮬러 원 운전 선수이다. 별명은 플라잉 스콧(Flying Scot)이며 1965년부터 1973년까지 포뮬러 원을 완수하였으며 3차례의 월드 챔피언십을 달성하였다. 스튜어트는 자동차 경주의 안전 개선에도 기여하였다.

## 생애
스튜어트는 스코틀랜드에서 태어났다. 그의 아버지는 아마추어 모터사이클 레이서였으며, 그의 형제 지미는 Ecruie Ecosse 소속으로서 실버스톤에서 1953 영국 그랑프리를 완수한 지역적으로 유명해진 레이싱 선수이기도 하다.
1964년 Tyrrell 소속으로서 포뮬러 3로 운전했다.
스튜어트는 난독증 때문에 그의 자서전을 다른 사람이 받아적게 했다. 2009년 인터뷰에서 그의 책에서 자신의 형 지미와의 가까운 관계에 대해 논했으며 그의 형은 젊은 시절 성공적인 레이싱 선수였지만 오랜 기간 알콜 중독과 싸웠다고 이야기했다. 지미는 2008년에 사망했다. 그의 아들인 폴 스튜어트 또한 자동차 경주 선수로 활동했다.

## 헬멧

재키 스튜어트의 크래시 헬맷.

스튜어트의 헬멧은 흰색이며 위에 빨강, 초록, 파랑, 흰색, 노란색의 로열 스튜어트 타탄이 있다.